# Шварценберг (кафе)
48°12′07″ пн. ш. 16°22′24″ сх. д. / 48.2019° пн. ш. 16.3733° сх. д.

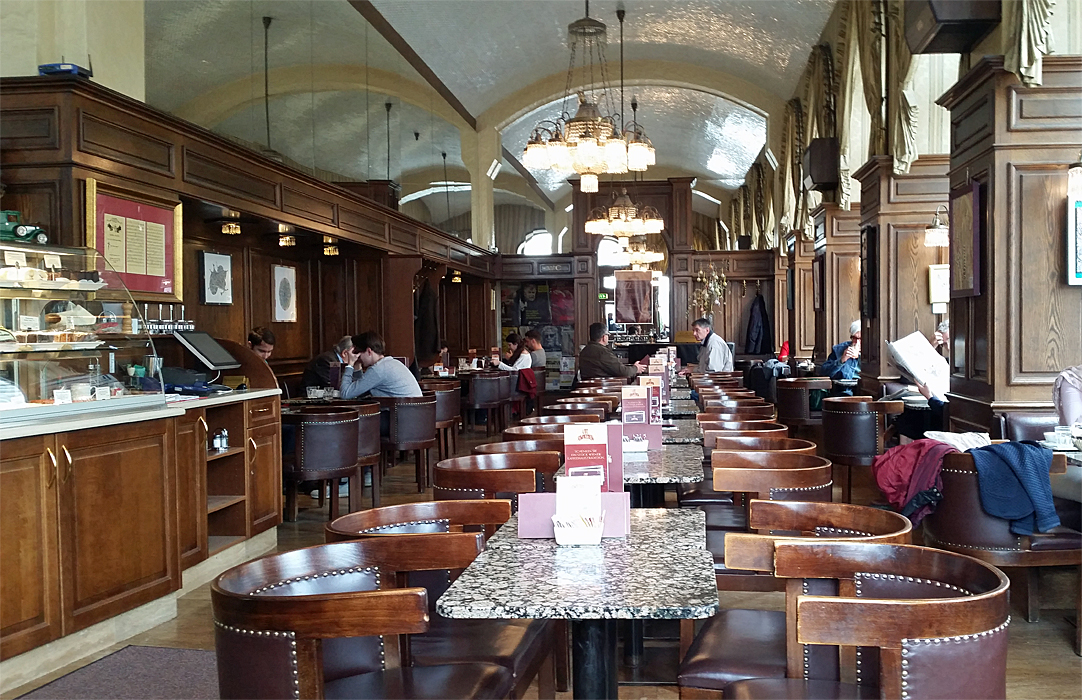
Історичні інтер'єри кафе «Шварценберг»

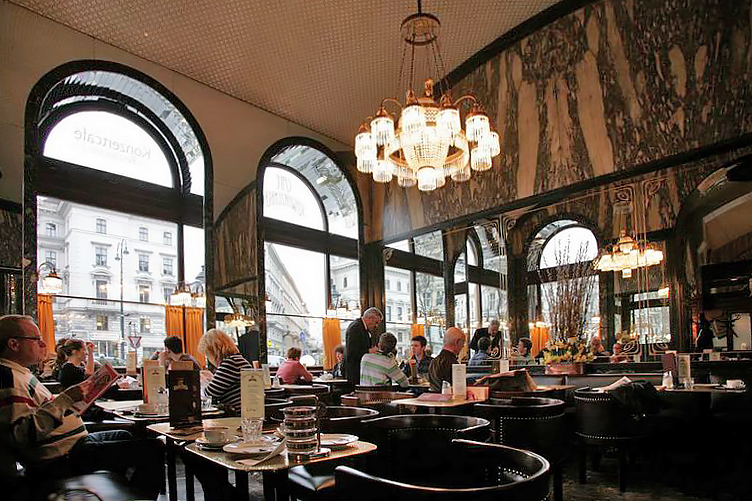
Зал для тих, хто не палить, у кафе «Шварценберг»

Кафе «Шварценберг» (нім. Café Schwarzenberg Café Schwarzenberg, на прізвище фельдмаршала Шварценберга) — віденська кав'ярня у Внутрішньому Місті на парадній вулиці Рінгштрассе навпроти площі Шварценбергплац. Постійну клієнтуру кафе завжди складали представники бізнесу, а не діячі культури і мистецтва, як у багатьох інших іменитих віденських кав'ярнях. Одним з постійних клієнтів кафе «Шварценберг» був архітектор Йозеф Гофман, співзасновник «Віденських майстерень», який працював в ньому над своїми ескізами. Кафе зберегло в оригіналі обстановку XIX століття і має шанігартен.
Будівля, в якому розташовується кафе, — колишній прибутковий будинок шовкового фабриканта Августа Цеппенцауера, побудований в 1861—1863 роках в ході забудови вулиці Рінгштрассе за проектом архітектора Вільгельма Вестмана. Кафе в будівлі під своїм ім'ям відкрив в 1863 році Раймунд Гохлейтнер. Після його смерті кафе залишалося до 1882 року за управлінням його дружини. Під час 1883—1901 років кафе називалося «Шперрер» на ім'я його нового власника, потім підприємство очолив Йозеф Меншль, що дав кафе назву «Шварценберг». Після аншлюсу 1938 року й до кінця Другої світової війни кафе називалося «Німеччина», євреї в ньому не обслуговувалися. 1979 року кафе перейшло у власність міста, і в 1980 році був проведений капітальний ремонт. На даний момент власником кафе є туристична компанія Kulinarik GmbH. У приміщеннях кафе проводяться різні культурні заходи: лекції, виставки та концертні вечори. Кілька днів на тиждень увечері в кафе грає жива музика.